# 托马斯·伯恩
托马斯·伯恩（英語：Thomas Burn，1888年11月29日—1976年7月23日），英格兰男子足球运动员，司职后卫。他曾代表英国国家队参加1912年夏季奥林匹克运动会足球比赛，获得一枚金牌。